# کنش‌شناسی
کُنِش‌شناسی یا پراکسیولوژی (به انگلیسی: Praxeology)، مطالعهٔ استنتاجی کُنِش انسان است. این شاخه از علم بر این اصل کلی (اصل کنش) نهاده‌است که هر عمل ارادی‌ای که از انسان سر می‌زند برای کاهش یا زدودن ناراحتی (به معنی عدم راحتی) است. از دیگر اساس کنش‌شناسی این است که نزد انسان، در شرایط مساوی، زدودن ناراحتی در آیندهٔ نزدیک بهتر از زدودن ناراحتی در آیندهٔ دورتر است. در مکتب اقتصادی اتریش، علم اقتصاد یکی از مهمترین شاخه‌های کنش‌شناسی‌است. لودویگ فن میزس سردمدار مکتب اتریش در کتاب کنش انسانی، علم اقتصاد را شامل مفاهیمی نظیر، پول، بهره و تورم. از همین دو اصل استنتاج می‌کند.

## شیوه مکتب اتریش
کنش به معنای سعی کردن در جهت جایگزین کردن وضعیتی با رضایت‌بخشی بیشتر حتی وضع فعلی است. به این تغییر داوطلبانه مبادله گفته می‌شود. چیز کمتر رضایت‌بخشی که رها می‌شود قیمتی است که برای رسیدن به وضعیت مورد نظر پرداخته می‌شود و به ارزش (ذهنی) آن قیمت پرداختی هزینه گفته می‌شود. به تفاوت بین هزینه و ارزش حاصل شده را سود یا بازدهی خالص می‌نامند. این سود کاملاً ذهنیست و نشان دهنده افزایش رفاه انجام دهنده کنش بوده و آن را نمی‌توان سنجید. میزس تأکید می‌کرد که نظمی در ترتیب و پدیده‌های متقابل در بازار وجود دارد که کشف آن معرفتی ورای دانش سنتی ایجاد می‌کند. به گفته او اگر نظم پدیده‌های بازار کشف شود می‌توان کردار انسان را از منظری دیگر به جز خوب و بد، درست و نادرست، عادلانه و ظالمانه، مورد بررسی قرار داد. اگر انسان خواهان موفقیت در زندگی اجتماعیست باید کردار خود را با نظم پدیده‌ها سازگار کند. این کشف فقط به بازار و اقتصاد منحصر نیست و همه جوانب کنش انسان را شامل می‌شود. او این زمینه علمی را Praxeology نامید. او در کتاب کنش انسانی کنش انسان را عملی ارادی می‌داند و آن را «استفاده از برخی وسایل برای رسیدن به بعضی هدف‌ها» می‌داند. او پراکسیولوژی را علم وسایل می‌داند که با ارزش داوری‌ها و چگونگی اهداف کاری ندارد و فقط نحوه رسیدن به هدف در کردار انسان را بررسی می‌کند.

## رابطه با دیگر شاخه‌های علم
ماری راتبارد در کتاب انسان، اقتصاد، و حکومت رابطه و تفاوت کنش‌شناسی با دیگر شاخه‌های علم را چنین خلاصه می‌کند:
- چرا انسان غایت‌های گوناگون را برمی‌گزیند: روان‌شناسی
- غایت‌های انسان چه باید باشد: فلسفهٔ اخلاق و نیز فلسفهٔ زیباشناسی
- چگونه توسط وسایل به‌غایت‌ها رسید: فناوری
- غایت‌های انسان چیست و چه بوده‌است و چگونه انسان از وسایل برای نیل به این غایت‌ها استفاده کرده‌است: تاریخ
- تبعات صوری این امر واقع که انسان از وسایل استفاده می‌کند تا به‌غایت‌های مدنظرش برسد: کنش‌شناسی

## روش‌شناسی
در کنش‌شناسی کشف حقیقت از طریق استنتاج بر اساس اصولی‌ است که صحت یا بدیهی‌بودن آن‌ها از پیش پذیرفته‌است؛ نظیر اصل کنش. از آنجا که استنتاج‌ها بر اساس منطق و نه تجربه‌است بدیهی‌بودن یا صحت نتیجه‌ها به همان درجهٔ صحت فرض‌های ابتدایی است. در علوم طبیعی چو فیزیک روابط علت و معلولی با انزوای عوامل در آزمایشگاه تثبیت می‌شود. به این معنی که تا جای ممکن همهٔ متغیرها را جز آنهایی که مورد مطالعه‌اند ثابت نگاه می‌دارند و با تکیه بر اندازه‌گیری‌ها و آزمایش‌ها روابط علّی و کمّی متغیرهای مورد مطالعه را تعیین می‌کنند. در کنش‌شناسی برخلاف علوم طبیعی «اندازه‌گیری» وجود ندارد. کشف روابط علّی میان پدیده‌های مربوط به کنش انسانی نه از طریق اندازه‌گیری بلکه از طریق استدلال است. در فرایند استدلال کنش‌شناختی می‌توان از «سازه‌های موهوم» بهره گرفت. یعنی وضعیت‌هایی غیرواقعی مبتنی بر فرض‌هایی را تصور کرد که در جامعه صادق نیستند. کارکرد این فرض‌های غیرواقع در سازه‌های موهوم شبیه کارکردی‌است که ثابت نگاه‌داشتن متغیرهای نالازم در آزمایشگاه‌های علوم طبیعی دارد. به یاری این سازه‌های موهوم می‌توان روابط علّی میان پدیده‌های کنش‌شناختی را بازشناخت و آسان‌تر دربارهٔ آن‌ها استدلال کرد. با این حال باید توجه داشت که گزاره‌های کنش‌شناختی نه برای سازه‌های موهوم بلکه برای تمام جوامع بشری در جهان واقعی صادق‌اند. یعنی کارکرد سازهٔ موهومْ مددرسانی در استدلال است و نه تقلیل جهان واقع. سازهٔ موهوم رابینسن کروزوئه (انسانی که در انزوا به‌طور خودکفا زندگی می‌کند)، سازهٔ موهوم جامعهٔ بدون پول (جامعه‌ای که در آن همهٔ مبادلات پایاپای است)، و سازهٔ موهوم اقتصاد یکنواخت گردان (اقتصادی که به تعادل رسیده‌است و در آن نه انباشت سرمایه‌است و نه تحلیل سرمایه و آینده صددرصد مسلم است) چند نمونهٔ کارآمد از سازه‌های موهوم در کنش‌شناسی است.